# Nina Ročeva
Nina Petrovna Ročeva, nata Seljunina, accreditata come Nina Rocheva dalla FIS (in russo Нина Петровна Селюнина-Рочева?; Pokschai, 13 ottobre 1948 – Syktyvkar, 8 gennaio 2022), è stata una fondista sovietica, dal 1992 russa.

## Carriera
In carriera vanta la più prestigiosa medaglia alle Olimpiadi di Lake Placid 1980, quando contribuì a vincere l'argento nella staffetta 4x5 km.

## Palmarès

### Olimpiadi
- 1 medaglia:
  - 1 argento (staffetta a Lake Placid 1980).

### Mondiali
- 2 medaglie:
  - 1 oro (staffetta a Falun 1974).
  - 1 bronzo (staffetta a Lahti 1978).